# セイロン侵攻
セイロン侵攻（セイロンしんこう、英: Invasion of Ceylon）は、フランス革命戦争中の1795年7月から1796年2月まで、インド洋のセイロン島（現スリランカ）のバタヴィア共和国駐留軍と、インドから派遣されたイギリス軍の間で起こった戦闘である。ネーデルラント連邦共和国（オランダ）はフランス革命戦争中はイギリスの同盟国だったが、1794年冬のフランス共和国による侵攻で崩壊、代わりにフランスの衛星国であるバタヴィア共和国が成立した。イギリス政府は追放されたオランダ総督ウィレム5世とともに植民地を含むバタヴィア資産の奪取を命令した。植民地のうち、最初に目標となったのがセイロン島のトリンコマリーだった。
植民地奪取のため、イギリス政府は植民地マドラスの総督であったホバート卿にセイロン島侵攻を命令した。補佐には陸軍のジェームズ・ステュアート大佐と海軍のピーター・レーニア少将が任命された。ステュアート大佐はバタヴィア共和国のセイロン総督ヨーハン・ファン・アンゲルベックに降伏を要求し、実際多くの交易地が抵抗せずに降伏したが、1795年8月にトリンコマリーで、1796年2月にコロンボで、それぞれ短期間の抵抗があった。イギリス軍は短期間の包囲を経てセイロン島のオランダ植民地を支配下に置き、セイロン島はそれ以降153年もの間イギリス帝国の一部となった。

## 背景
1793年、グレートブリテン王国とネーデルラント連邦共和国はフランス共和国に宣戦布告、フランス革命戦争に参戦した。オランダ軍とイギリス遠征軍の抵抗むなしく、1794年から1795年にかけての冬にフランスに敗北した。フランスはオランダを姉妹共和国のバタヴィア共和国に作り変えた。イギリスとバタヴィア共和国の間はまだ正式に宣戦布告がなされていなかったが、イギリス政府は1月19日にバタヴィア船を拿捕するよう命令、またロンドンに追放されていたオランダ総督ウィレム5世とともにバタヴィアの植民地をフランスに使われないよう中立化させることを命令した。2月9日、両国は正式に戦争状態に突入した。
戦争の報せが東インドに届くまで数か月かかった。東インドでは1793年以降、イギリスとフランス海軍が海戦を繰り広げたが、決着はつかなかった。イギリス軍とイギリス東インド会社の根拠地はインドのマドラスとカルカッタにあり、一方フランスはイル＝ド＝フランスとレユニオンを根拠地とした。両軍は1794年10月22日にロンド島沖で海戦を戦ったが決着がつかず、その後はフランス艦隊がポール＝ルイで海上封鎖を受けたためイギリス艦隊の大半がバタヴィア植民地に対する攻撃に集中できた。オランダのセイロン植民地化は全島に行き届かず、島の大半はいまだ内陸部のキャンディ王国の支配下にあった。このためヨーロッパ人はほとんどが西のコロンボと東のトリンコマリーに住み、それ以外の土地にはまばらな交易地があるだけだった。コロンボと比べて、ベンガル湾を経由するイギリス交易路を簡単に妨害できるトリンコマリーのほうが重要だったが、トリンコマリーは施設の整備が悪く、食料も不足、駐留軍も小規模だった。

## イギリスの計画
戦争の報せが届くと、植民地マドラスの総督であったホバート卿はレーニアと討議、セイロン侵攻を決定した。侵攻軍は水陸両用作戦の形態を取り、このうち陸軍は第71、72、73歩兵連隊、第1、23マドラス大隊、イギリス工兵からの派遣、マドラス工兵隊や支援軍によって構成された計2,700人で、指揮はジェームズ・ステュアート大佐に委ねられた。海軍は74門戦列艦サフォーク、50門4等艦センチュリオンの2隻で、指揮官にはピーター・レーニア少将が就任した。レーニアは7月21日にマドラスを出港し、イギリス東インド会社の商船をナーガパッティナムまで護衛した後、44門5等艦ダイオミードと32門5等艦ヒロインの増援を受けた。
ステュアートとレーニアはバタヴィア側の総督ヨーハン・ファン・アンゲルベックが、イギリスによる平和的な占領を受け入れることに希望を寄せた。これはウィレム5世がイギリス軍に従うよう求めたキューの手紙を発したためであった。コロンボへ向かったイギリス代表はファン・アンゲルベックの説得に成功し、トリンコマリー近くのオステンブルク要塞に300人のイギリス軍を上陸させることで合意した。しかし、8月1日にセイロン島東岸に到着すると、駐留軍の指揮官は指示の文言に問題があるとして従わなかった。説得は2日間続いたが、その間にイギリスの44門5等艦ダイオミードがトリンコマリー港で沈没、乗員は全員が助かったものの多くの軍用物資が失われた。

## トリンコマリー包囲戦
8月3日、説得に失敗したステュアートとレーニアは侵攻を続行した。トリンコマリーから約7キロメートル北のところで上陸したイギリス軍は砂地を緩慢に行軍した。荒波と強風により上陸は13日まで完了せず、砲台の設置は18日まで始まらなかった。にもかかわらず、バタヴィア駐留軍はそれをまったく妨害しようとしなかった。5日後、8門の18ポンド長砲と数門の砲台の準備が整い、すぐに砲撃をはじめたイギリス軍はトリンコマリーの城壁に大穴を開けた。続いて突撃の準備をしたイギリス軍は再度降伏を勧告した。
しばしの交渉、そして短期間の砲撃の再開の後、バタヴィアの司令官は降伏した。679人の駐留軍が捕虜になり、大砲100門以上が鹵獲された。一方のイギリスの損害は、死者16名と負傷者60名に留まった。8月27日、近くのオステンブルク要塞も降伏を勧告され、4日後にトリンコマリーと同じ条件で降伏した。バタヴィアの抵抗が止まると、イギリスは交易地に次々と侵攻し、9月18日には第22歩兵連隊がバッティカロアを、9月27日にはステュアート自らが率いる陸軍がジャフナを、10月1日には18門スループのホバートに乗っていた第52歩兵連隊からの派遣がムッライッティーヴーを、10月5日にはマンナール島をそれぞれ陥落させた。

## コロンボ陥落
1795年9月、レーニアは自軍の大半をジャカルタへの攻撃に転じ、アラン・ハイド・ガードナーをコロンボ封鎖の指揮官に任命した。1796年1月、東インドにおける指揮を引き継いだジョージ・エルフィンストーンは、74門戦列艦アロガントと64門戦列艦ステイトリーを援軍として派遣した。
1796年2月、セイロンに対する最後の遠征が準備され、コロンボの包囲についての計画が進められた。再度指揮を執ったステュアートはヒロインに乗っていたガードナー、16門スループのラトルスネイク、エコー、スウィフト、そしてイギリス東インド会社の船5隻の支援を受けて2月5日にニゴンボ（1795年にオランダが放棄した要塞）に上陸し、コロンボ城外まで抵抗を受けずに行軍、2月14日に到着した。駐留軍は降伏か即座に侵攻を受けるかの選択を迫られ、翌日の15日にファン・アンゲルベックは降伏を選択した。こうしてイギリス軍は平和裏にコロンボを占領した。
この戦いでイギリス軍が獲得した戦利品の価値は、コロンボでのものだけでも30万ポンド以上に昇った。さらに、それ以上にイギリス軍にとって重要であったことは、1802年に締結され、戦争を一時的に中断したアミアンの和約において、セイロン島はバタヴィアに返還する植民地に含まれなかったことである。セイロン島はそれ以降1948年に独立するまでの間、イギリス帝国の一部としてあり続けた。